# Partit Chondoista Chongu
El Partit Chondoista Chongu (en coreà 천도교청우당) és un partit progressista de caràcter chondoista de Corea del Nord, amb presència a l'Assemblea Suprema del Poble i membre del Front Democràtic per a la Reunificació de la Pàtria fins a la seva dissolució.

## Història
El partit es va fundar el 8 de febrer de 1946 per part de nacionalistes d'esquerra chondoistes, una ideologia religiosa vinculada al nacionalisme coreà i oposada a la influència occidental. El seu President, Kim Tal-hyon, com d'altres seguidors del chondoisme, va formar part del Moviment d'independència de Corea contra l'ocupació japonesa.
Els chondoistes van participar el 22 de juliol de 1946 de la creació del Front Democràtic per a la Reunificació de la Pàtria, un Front Popular impulsat pel Partit del Treball de Corea. A través del mateix, a les eleccions legislatives de 1948 el partit va obtenir 35 diputats a l'Assemblea Suprema del Poble, entre els quals es trobava Kim Tal-hyon. Tanmateix, els vincles amb la secció sud-coreana, de caràcter anticomunista i partidaris del govern autoritari de Syngman Rhee, van provocar una divisió interna. Va arribar al seu punt àlgid quan els sud-coreans van plantejar convocar una manifestació massiva contra el govern comunista l'1 de març a la mateixa Pyongyang, contra el plantejament de Kim Tal-hyon i d'una part del partit. La corrent anticomunista va ser expulsada, molts dels quals impulsarien una resistència clandestina.
Un cop estabilitzada la situació, Kim Tal-hyon va refermar la lleialtat del partit a la RPDC, sent recompensats amb càrrecs al govern i administració, Kim seria escollit líder del Front Democràtic al 1949 i viceministre al 1957. Un any més tard, però, Kim i d'altres membres de la direcció serien detinguts acusats de conspiració i espionatge.
Al 1986 seria escollit com a nou líder del partit Choe Deok-sin, ex-Ministre d'Afers Exteriors i ex-ambaixador de Corea del Sud, que va passar-se al Nord juntament amb la seva dona. Choe també seria vicepresident del Comitè per a la Reunificació Pacífica de la Pàtria fins a la seva mort al 1989.
Posteriorment, Ryu Mi-yong, una altra ciutadana sud-coreana desertora, seria escollida com a Presidenta del Partit entre 1993 i fins a la seva mort al 2016. Seria substituida per Ri Myong-chol.

## Resultats electorals

### Eleccions legislatives
| Any  | Escons      | +/–         |
| ---- | ----------- | ----------- |
| 1948 | 35 / 572    | 35          |
| 1957 | 11 / 215    | 24          |
| 1962 | 4 / 383     | 7           |
| 1967 | 4 / 457     | =           |
| 1972 | 4 / 541     | =           |
| 1977 | Sense dades | Sense dades |
| 1982 | Sense dades | Sense dades |
| 1986 | Sense dades | Sense dades |
| 1990 | 22 / 687    |             |
| 1998 | 23 / 687    | 1           |
| 2003 | Sense dades | Sense dades |
| 2009 | 22 / 687    |             |
| 2014 | 22 / 687    | =           |
| 2019 | Sense dades | Sense dades |